# バーンニク

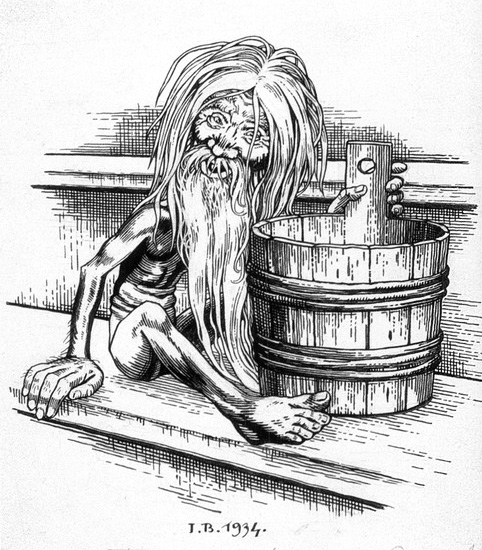
イヴァン・ビリビンが描いたバーンニク

バーンニク（ロシア語: Ба́нник, ラテン文字転写: Bannik）は、スラヴ神話に登場する浴槽の精霊。その名は浴槽を意味する「ヴァーニャ」から由来している。
風呂場のある小屋、サウナに住み、森に住む悪魔や精霊を浴場に招待する。風呂に入る人々は、風呂を出る時バーンニクの為に湯を残しておかねばならないと言われる。未来予知の能力を持っていて、風呂場の扉を僅かに開け、裸になって背中を風呂へ向けて出すと、バーンニクが触れてきて未来を暗示してくれる。爪で背中をつついたら凶兆、掌で柔らかく触ってきたのであれば吉兆の目印とされている。
入浴中に邪魔をされると、バーンニクは邪魔者に対して熱湯を浴びせたり、首を絞め殺しにかかってきたりする。